# Fulica
Fulica Linnaeus, 1758 è un genere di uccelli acquatici della famiglia dei Rallidi, comunemente noti come folaghe.
La maggior varietà di specie si riscontra in Sudamerica ed è probabile che questo genere abbia avuto origine là.

## Descrizione
Questi ralli hanno un piumaggio quasi completamente nero e, diversamente da molti ralli, sono solitamente facili da vedere, dal momento che nuotano spesso in acque aperte piuttosto che nascondersi nel sottobosco.
Sulla fronte presentano degli scudi prominenti od altre decorazioni, hanno becchi colorati e molte, ma non tutte, hanno il sottocoda bianco. Come altri ralli, hanno dita palmate. Tutte le specie hanno gli occhi rossi.
Tendono ad avere corte ali arrotondate e a non essere buone volatrici, sebbene le specie settentrionali siano tuttavia in grado di coprire lunghe distanze; in rare occasioni la folaga americana ha raggiunto la Gran Bretagna e l'Irlanda. Le specie che migrano si spostano solo di notte.

## Biologia
Grazie alle zampe robuste le folaghe possono camminare e correre velocemente e le loro lunghe dita sono ben adattate alle superfici soffici e accidentate.
Questi uccelli sono onnivori e si nutrono soprattutto di vegetali, ma anche di piccoli animali e uova. Durante la stagione degli amori sono aggressivamente territoriali, ma generalmente si possono vedere in stormi numerosi tra la bassa vegetazione dei laghi in cui preferiscono vivere. Negli USA uno stormo di folaghe è noto con il nome di copertura.

## Tassonomia
Il genere comprende 11 specie, una delle quali estintasi recentemente:
- Fulica rufifrons Philippi e Landbeck, 1861 - folaga fronterossa;
- Fulica cornuta Bonaparte, 1853 - folaga cornuta;
- Fulica gigantea Eydoux e Souleyet, 1841 - folaga gigante;
- Fulica armillata Vieillot, 1817 - folaga armillata;
- Fulica atra Linnaeus, 1758 - folaga comune;
- Fulica cristata J. F. Gmelin, 1789 - folaga crestata;
- Fulica newtonii † Milne-Edwards, 1867 - folaga delle Mascarene;
- Fulica alai Peale, 1848 - folaga delle Hawaii;
- Fulica americana J. F. Gmelin, 1789 - folaga americana;
- Fulica ardesiaca Tschudi, 1843 - folaga delle Ande;
- Fulica leucoptera Vieillot, 1817 - folaga alibianche.

## Galleria d'immagini

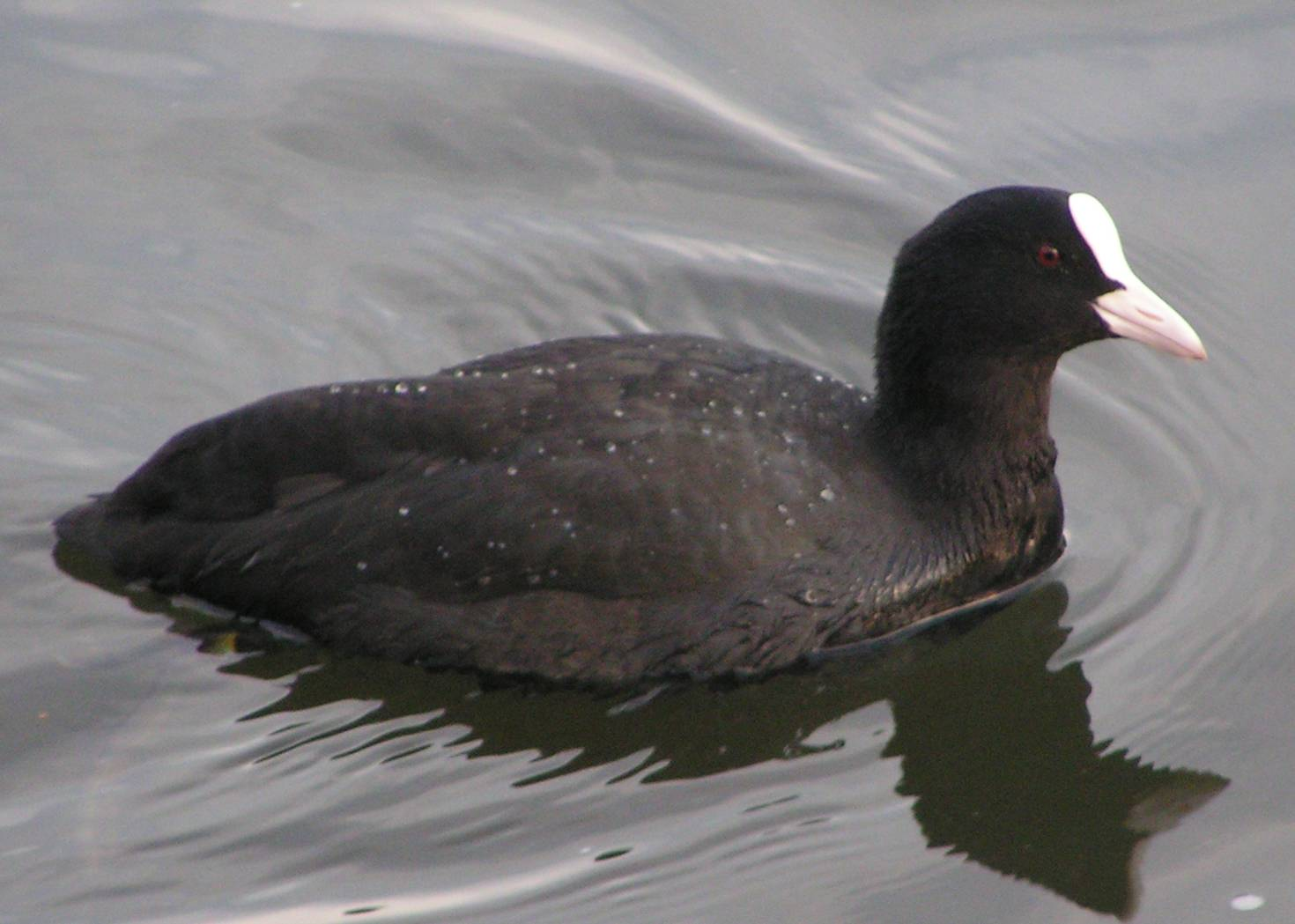
Folaga comune sul Tamigi.
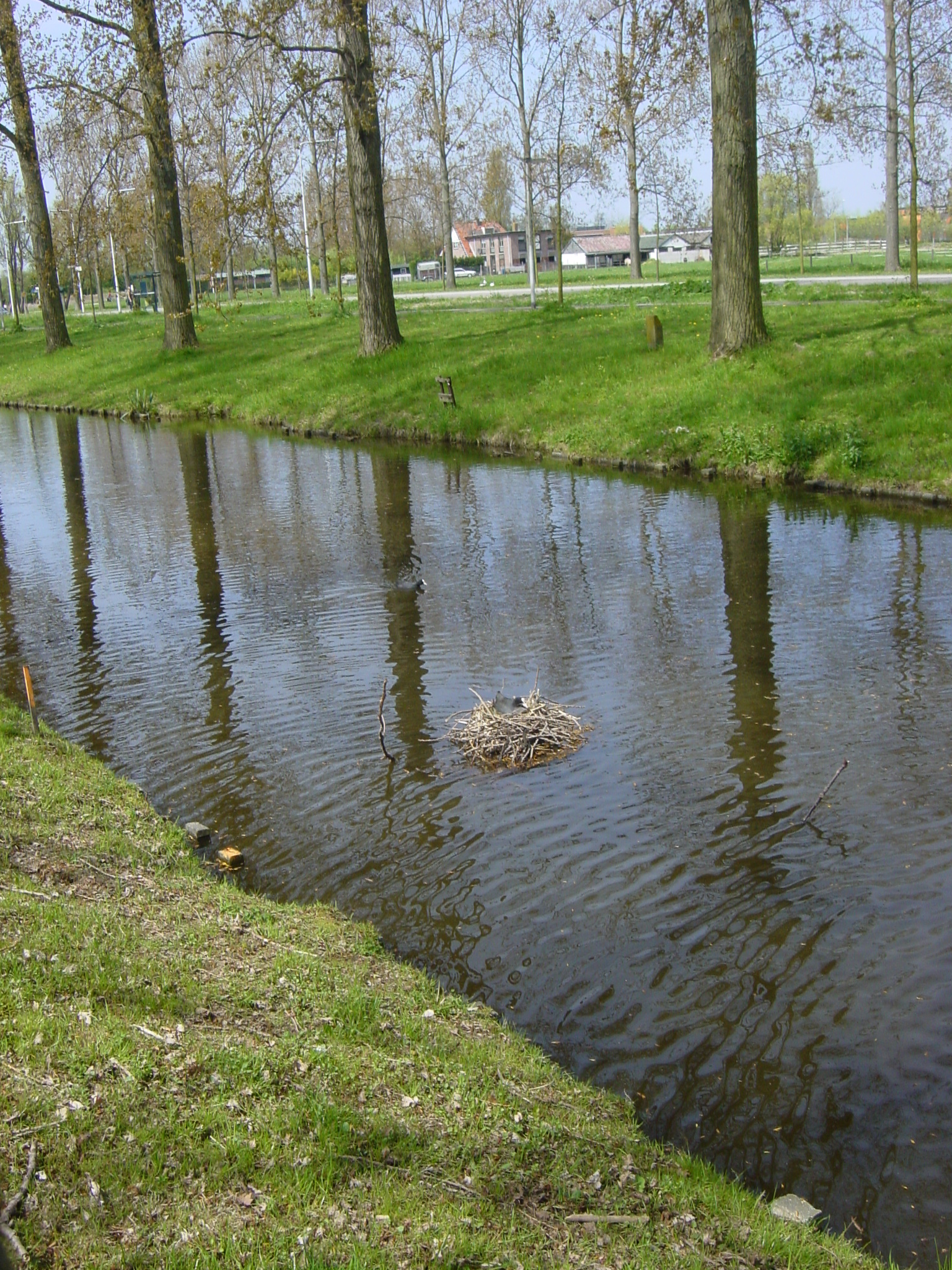
Un nido di folaga nel mezzo di un canale. Durante la stagione degli amori il maschio protegge la femmina.
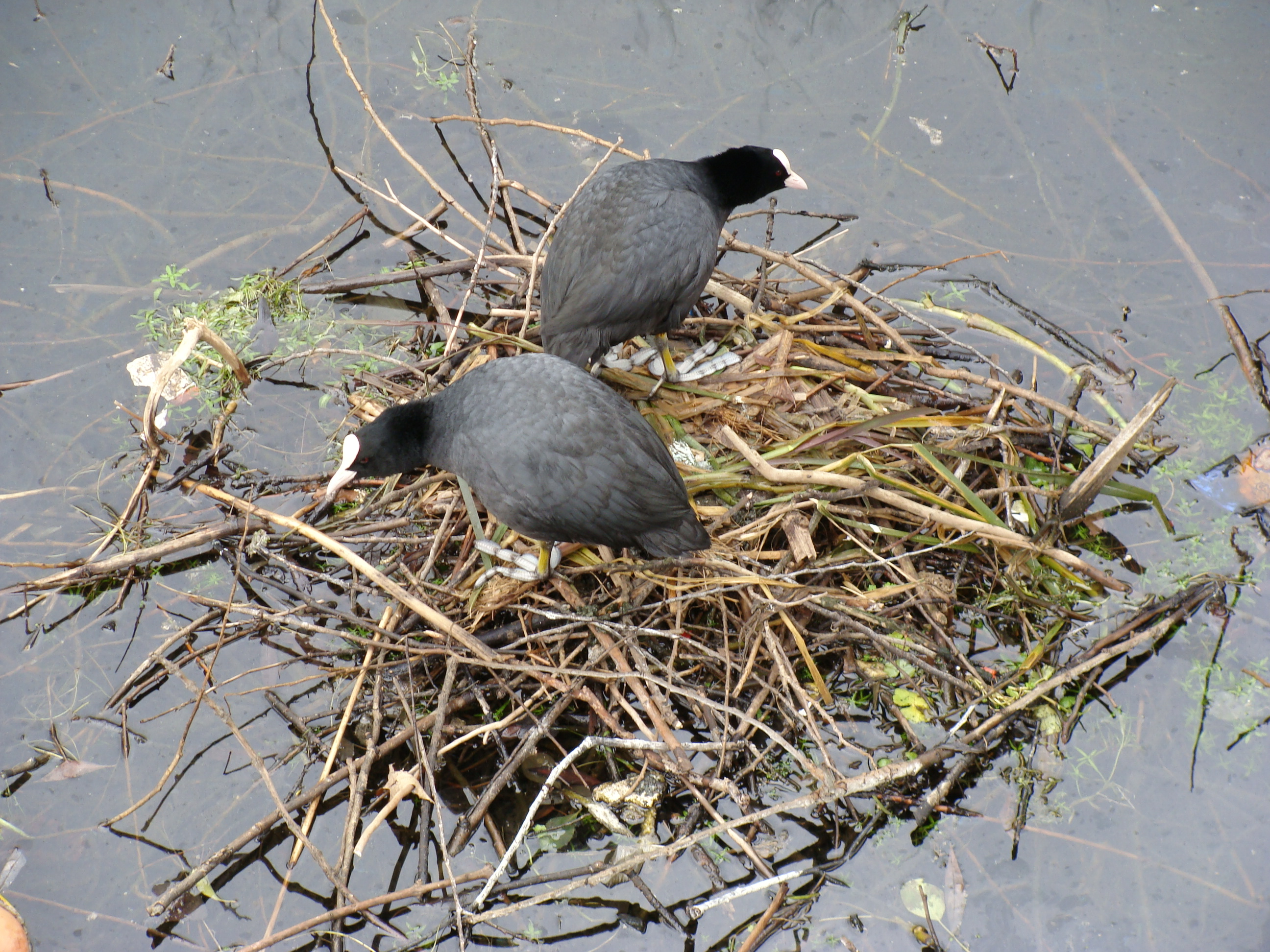
Folaghe che nidificano nelle paludi di Walthamstow.
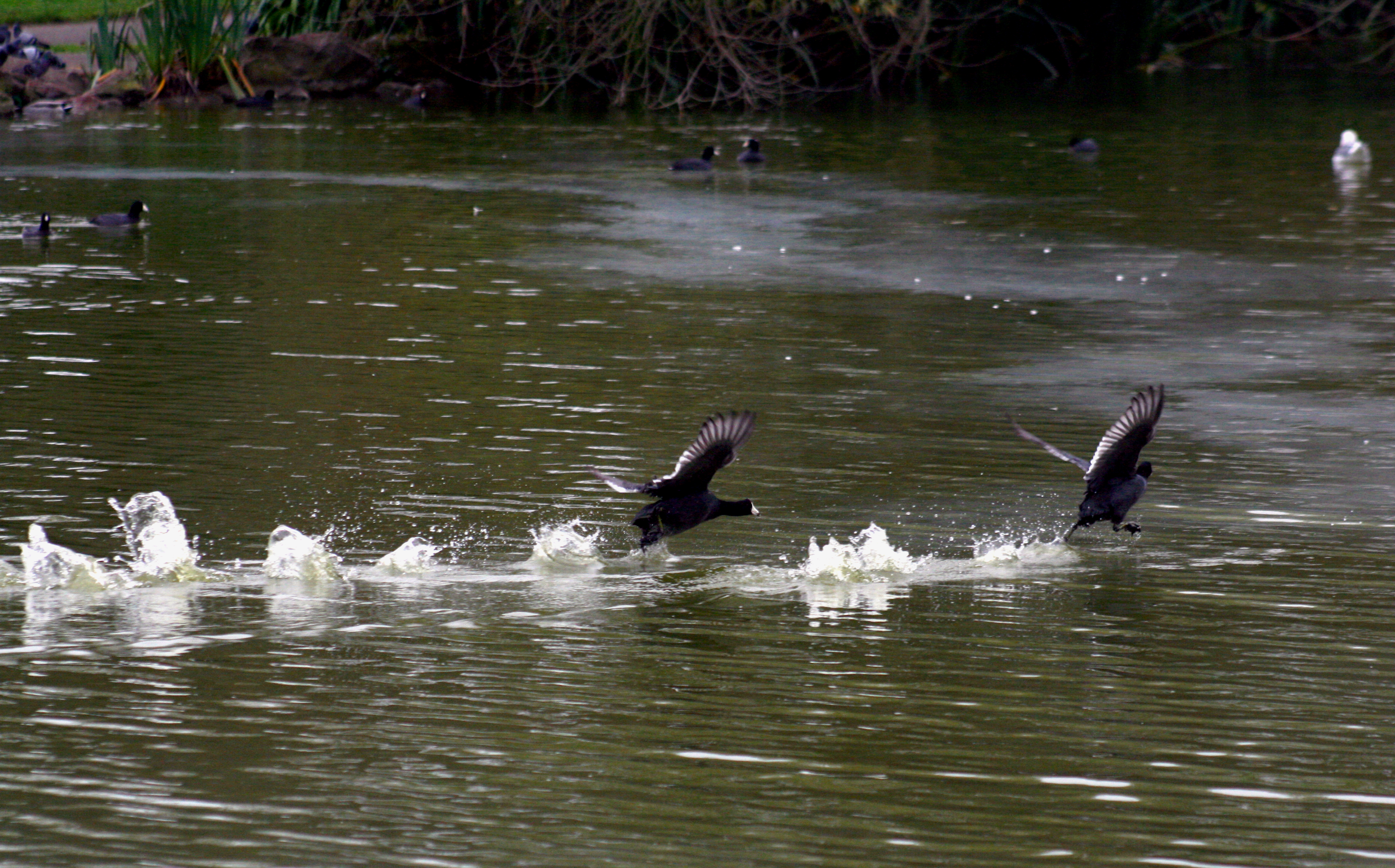
Folaghe che corrono sulla superficie dell'acqua.
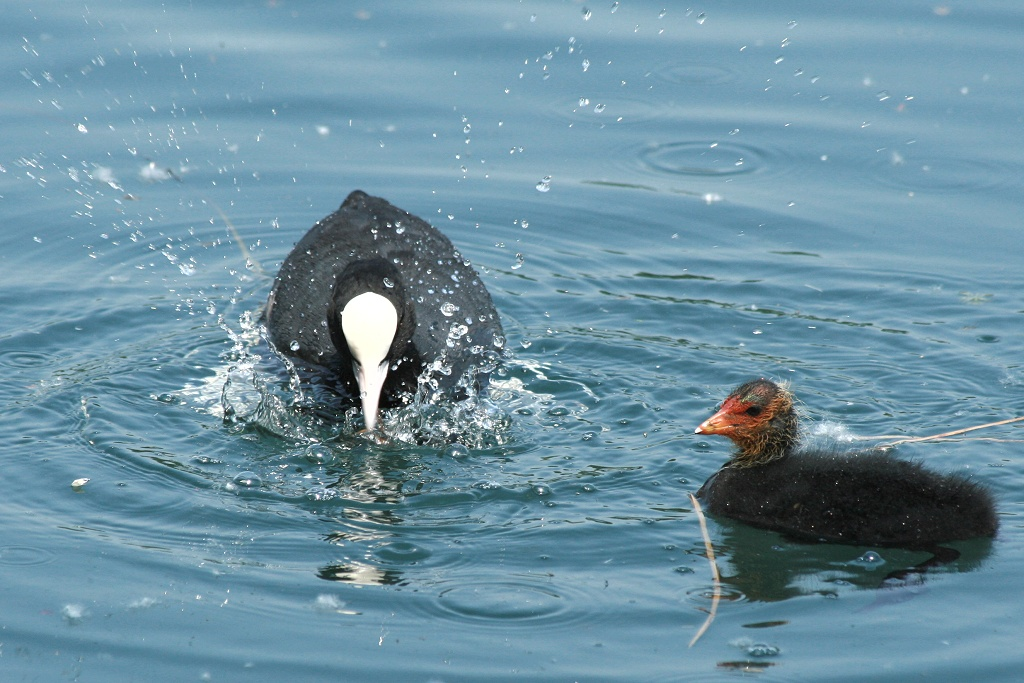
Una folaga con il suo piccolo.
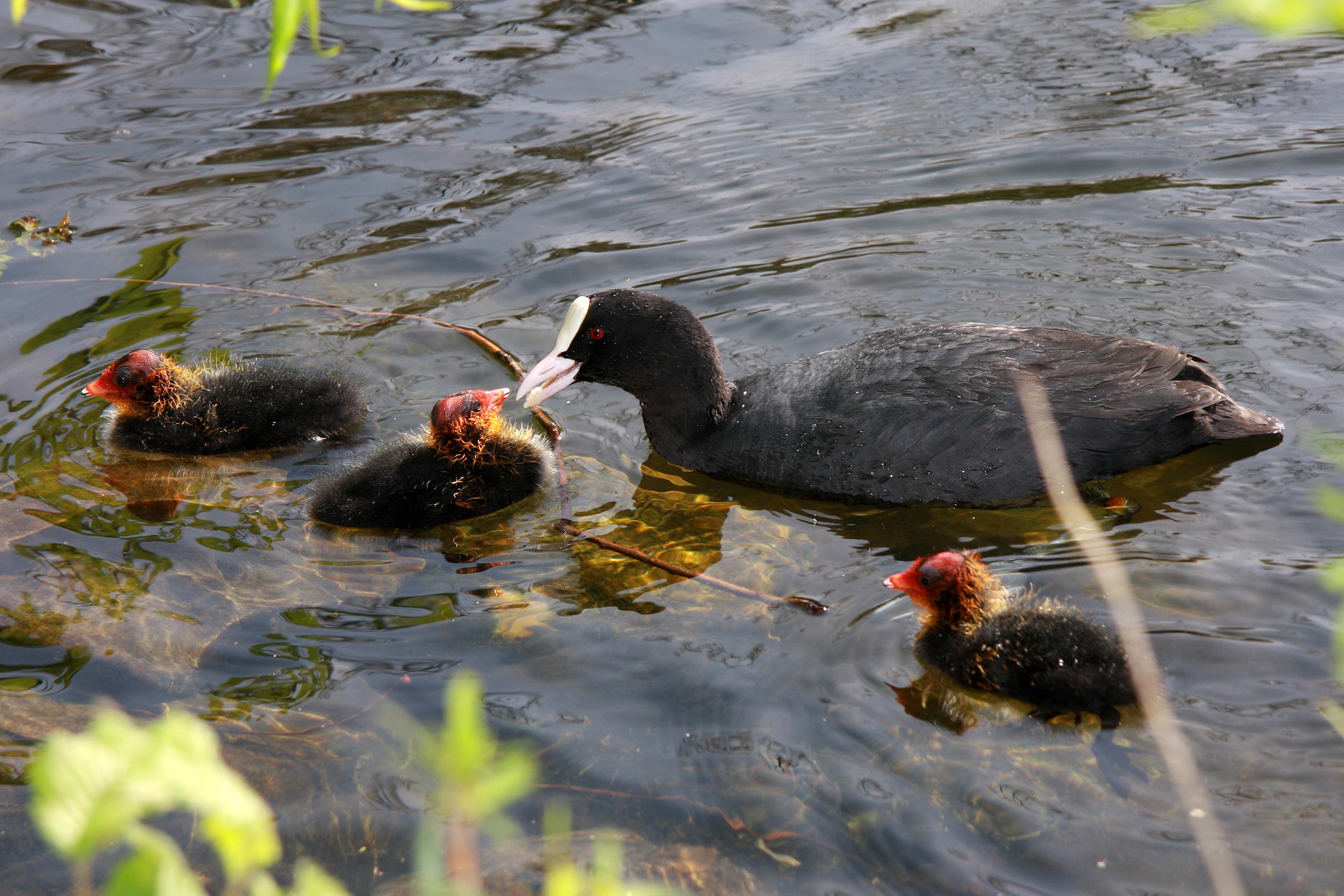
Stadsparken city park, Lund, (Svezia).